# Jesper Tjäder
Jesper Tjäder (n. 22 mai 1994, Östersund, Comitatul Jämtland, Suedia) este un sportiv ce a reprezentat Suedia, medaliat olimpic. A participat la 3 ediții ale Jocurilor Olimpice (2014, 2018, 2022) în care a câștigat 1 medalie de bronz.